# Xã Wentworth, Quận Lake, Nam Dakota
Xã Wentworth (tiếng Anh: Wentworth Township) là một xã thuộc quận Lake, tiểu bang Nam Dakota, Hoa Kỳ. Năm 2010, dân số của xã này là 396 người.